# Кашиці-Великі
Кашиці-Великі (пол. Kaszyce Wielkie) — село в Польщі, у гміні Прусиці Тшебницького повіту Нижньосілезького воєводства.
Населення — 419 осіб (2011).
У 1975-1998 роках село належало до Вроцлавського воєводства.

## Демографія
Демографічна структура станом на 31 березня 2011 року:
|          | Загалом | Допрацездатний вік | Працездатний вік | Постпрацездатний вік |
| -------- | ------- | ------------------ | ---------------- | -------------------- |
| Чоловіки | 220     | 42                 | 167              | 11                   |
| Жінки    | 199     | 50                 | 119              | 30                   |
| Разом    | 419     | 92                 | 286              | 41                   |